# Бахмутський страйк 1765
Ба́хмутський страйк 1765 — один з перших в Україні стихійних виступів робітників проти феодально-кріпосницького гніту. 

## Історія
Виник на бахмутських і торських державних солеварних заводах серед приписних робітників-кріпаків «солеварної команди».
Страйк почався з відмови 150 робітників працювати. Страйкарі поставили вимоги зменшити обсяг повинностей і поліпшити умови праці.
Бахмутський страйк придушено за допомогою війська. Організатора страйку робітника Бориса Андрєєва покарано батогами.